# Palazzo Caprara

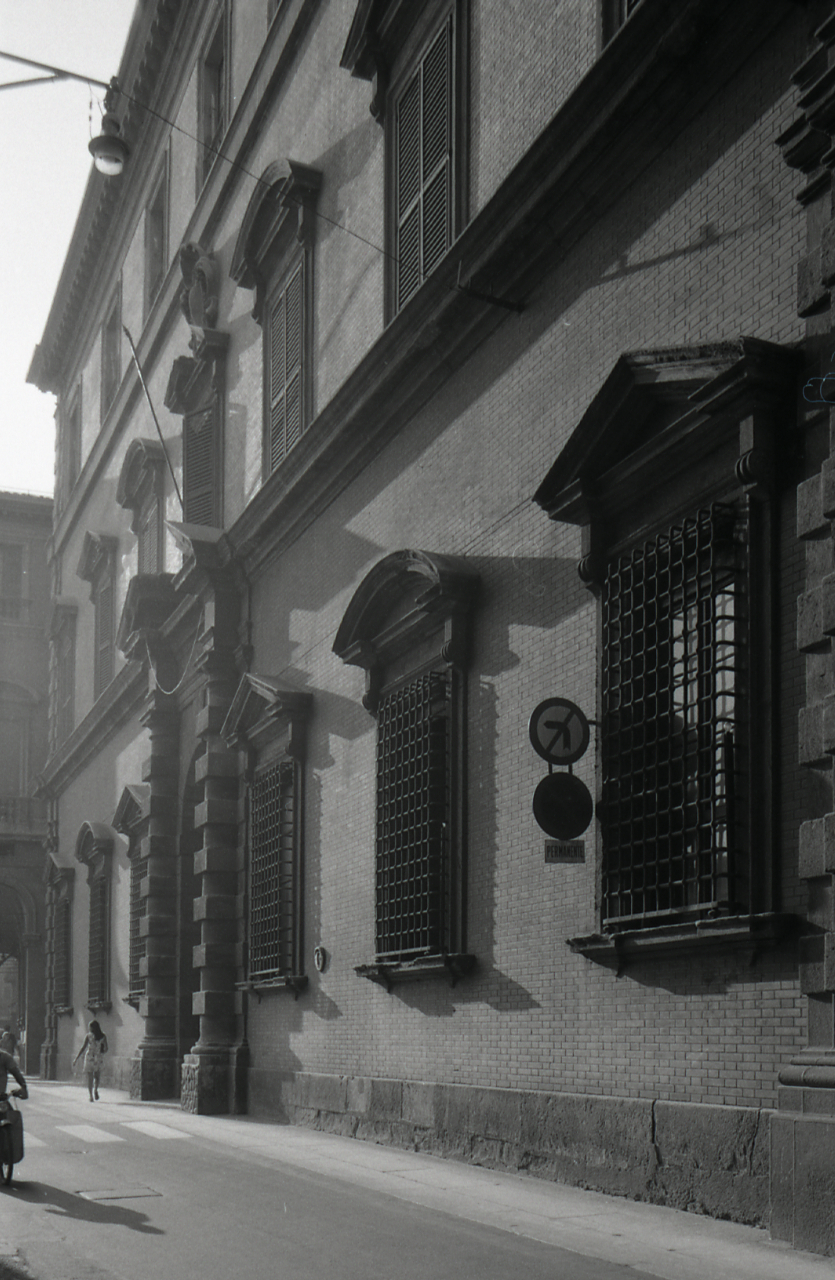
Palazzo Caprara (Paolo Monti, 1971)

Der Palazzo Caprara, auch Palazzo di Galliera, ist ein historischer Palast in der Via IV Novembre 22 in Bologna in der italienischen Region Emilia-Romagna. Er ist heute Sitz der Präfektur von Bologna.

## Geschichte
Den Palast ließ der Notar Francesco Caprara der Sage nach von Francesco Morandi, genannt Il Terribilia (dt.: Die Schrecklichkeit), bauen, anderen Quellen nach von Niccolò Donati. Er wurde 1603 fertiggestellt, aber ein Jahrhundert später, 1705, wurde er im Auftrag von Maria Vittoria Caprara erweitert und dann durch Giuseppe Antonio Torri und seinen Schüler, Alfonso Torreggiani, weiteren Umbauten unterzogen.
1805 weilte dort Napoleon, der den Palast in der Folge von Carlo Caprara kaufte, der ihn zur Tilgung von Schulden verkaufen musste. Danach schenkte Napoleon der neugeborenen Josephine von Leuchtenberg, für die er den Titel „Gräfin von Galliera“ schuf. Letztere hatte später Joachim Murat und den österreichischen Kaiser Franz II. zu Gast. 1837 wurde der Palast an Raffaele De Ferrari verkauft. Da dessen Sohn, Philipp, auf den Grafentitel verzichtete, fiel dieser 1859 an Antoine d’Orléans, duc de Montpensier, der ebenfalls die Residenz erwarb. Das Gebäude erhielt später den Namen „Palazzo di Galliera“, da der Graf von Montpensier auch Graf von Galliera wurde.
Nach einer Zeit des Ruhmes in der feinen Gesellschaft von Bologna sahen sich die Erben 1927 gezwungen, den Palast an den Staat zu verkaufen. In der Zeit des Faschismus wurde er Sitz der örtlichen Präfektur; vor seiner Fassade lag die Piazza della Vittoria (heute nach Franklin Delano Roosevelt benannt), während direkt östlich davon der neue Palazzo della Questura liegt.

## Beschreibung
Die Monumentaltreppe aus dem 18. Jahrhundert schuf Antonio Laghi. Unter den Dekorateuren ist Ludovico Carracci zu nennen, von dem die „Allegorie der Festung“ im Erdgeschoss erhalten geblieben ist. Viele der Gemälde im Hauptgeschoss dagegen gingen leider bei den Bombardements im Zweiten Weltkrieg verloren. Vorher befand sich dort eine reiche Sammlung weiterer 1000 Gemälde der Bologneser Schule (Agostino Carracci, Guercino, Guido Reni, Lavinia Fontana), aber diese wurden zum Teil ins Stockholmer Schloss transferiert, als Josephine von Leuchtenberg den Monarchen von Schweden heiratete.